# Elena Romero Salazar
Elena Olga Romero Salazar (Lima, 11 de marzo o 12 de marzo de 1961) es una actriz, conductora y cantautora peruana.

## Biografía
Es licenciada en Arte Dramático por la Real Escuela Superior de Arte Dramático y Danza de Madrid (España) y diplomada en "Terapia a través de las Artes" por la UNIFÉ de Lima.
Aunque se inició en la animación en 1984, es conocida por coconducir el programa concurso de Dos a cuatro a lado de su hermano Raúl Romero. Su popularidad como actriz se asentó por la interpretación de la película Maruja en el infierno. Posteriormente, condujo el programa sabatino sobre ecología Te quiero verde, que en 2002 fue emitido por el Canal 11.
También, desde los quince años desempeñó en la música. Destaca en su repertorio a los boleros y chachachás. A lado de su hermana Bárbara formó el dúo Las Primerísimas.

## Filmografía

### Cine
- El destino no tiene favoritos (2003)[6]
- Maruja en el infierno (1983)

### Teatro
- Annie (2013) como Miss Hannigan.
- El Chico de Oz (2013) como Judy Garland.
- Chicago (2012) como Matron "Mama" Morton.
- Cabaret (2009) como Fräulein Schneider.
- Elena al desnudo (2009) como ella misma.[7]

### Televisión
- Al fondo hay sitio (2024) como Alicia Espinosa.
- Tu cara me suena (2013–14)
- Sueños (1999)[8]

### Conducción

#### Televisiva
- Nuestra casa (2005)[9]
- Te quiero verde (1999-2004)[3]
- Feliz domingo (1998)[10]
- De dos a cuatro (1993–97)

#### Radial
- Tu voz existe (2005–08)

## Discografía
- Volviendo a mi Raíz (2006)[11]
- Romeríssimas (2003)[12]
- De mil colores (1999)
- Boleríssima (1995)[12]
- Akulliko (1991)[12]

## Premios y nominaciones
| Año  | Premio                                  | Categoría                 | Trabajo               | Resultado |
| ---- | --------------------------------------- | ------------------------- | --------------------- | --------- |
| 1985 | Festival de Cine de Cartagena de Indias | Mejor Actriz Sudamericana | Maruja en el infierno | Ganadora  |
| 1985 | Festival de Cine de Bogotá              | Mejor Actriz              | Maruja en el infierno |           |
| 2013 | Premios Luces                           | Actriz de reparto         | El chico de Oz        | Nominada  |